# Sebastiania argutidens
Espèce
Sebastiania argutidens est une espèce de plante à fleurs de la famille des Euphorbiaceae. Elle a été décrite en 1912.

## Systématique
Le nom correct complet (avec auteur) de ce taxon est Sebastiania argutidens Pax & K.Hoffm..